# Notorious Woman
Notorious Woman è una miniserie televisiva del 1974 trasmessa dalla BBC.

## Trama
La miniserie ripercorre la vita della letterata ottocentesca George Sand, al secolo Amantine Aurore Lucile Dupin.

## Distribuzione
Negli Stati Uniti, la miniserie è stata trasmessa dalla PBS all'interno del programma Masterpiece Theatre a partire dal 16 novembre 1975.

## Riconoscimenti
- 1976 - Golden Globe
  - Candidatura per la migliore attrice in una serie drammatica a Rosemary Harris
- 1976 - Premi Emmy
  - Migliore attrice protagonista in una miniserie o film TV a Rosemary Harris